# Provincia de Diyarbakır
La provincia de Diyarbakır es una de las 81 provincias en que está dividida Turquía, administrada por un gobernador designado por el Gobierno central.
- Superficie: 15.162 km²
- Población (2000): 1.362.708 hab.
- Densidad de población: 89,88 hab./km²
- Capital: Diyarbakır
  - Población (2000): 545.983 hab.

## Distritos

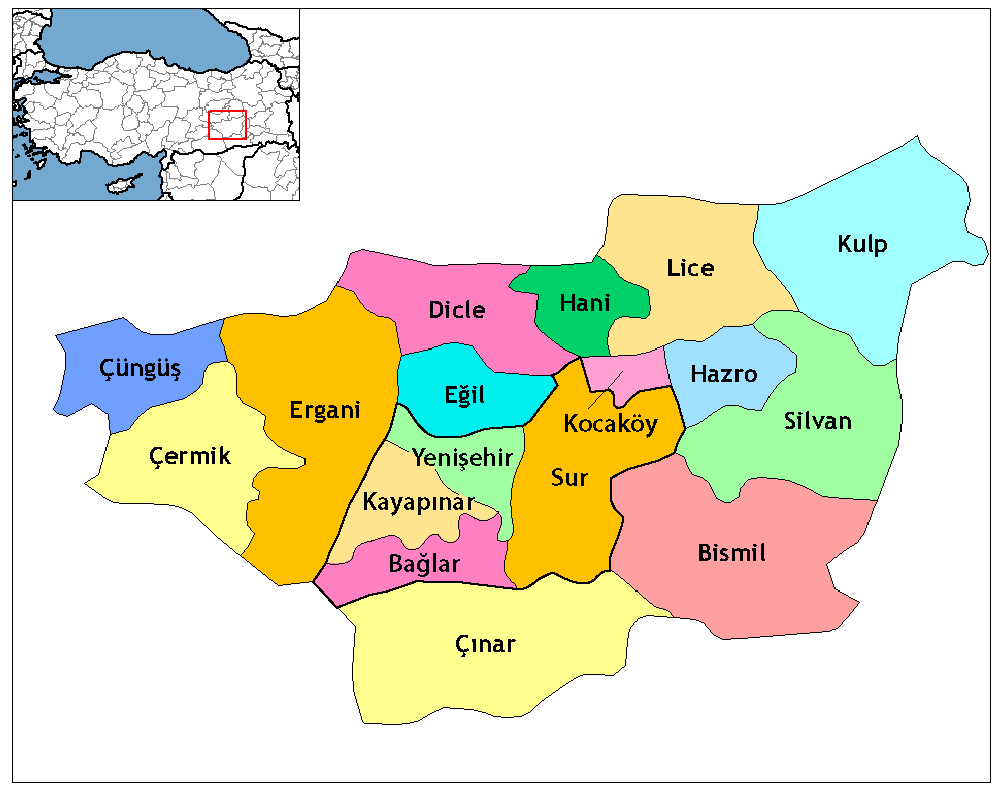
Distritos de la provincia de Diyarbakır

- Bağlar
- Bismil
- Çermik
- Çınar
- Çüngüş
- Dicle
- Eğil
- Ergani
- Hani
- Hazro
- Kayapınar
- Kocaköy
- Kulp
- Lice
- Silvan
- Sur
- Yenişehir